# Андрес Мустонен
Андрес Мустонен (ест. Andres Mustonen; *1 вересня 1953, Таллінн) — естонський диригент та скрипаль.